# Considered Dead
Considered Dead è il primo album in studio del gruppo death metal canadese Gorguts, pubblicato nel 1991 dalla Roadrunner Records.

## Tracce
1. ...And Then Comes Lividity (Instrumental) – 0:44
2. Stiff and Cold – 4:25
3. Disincarnated – 4:29
4. Considered Dead – 3:34
5. Rottenatomy (feat. Chris Barnes) – 4:46
6. Bodily Corrupted (feat. Chris Barnes) – 3:42
7. Waste of Mortality (Instrumental) – 4:38
8. Drifting Remains – 3:44
9. Hematological Allergy (feat. Chris Barnes) – 4:11
10. Inoculated Life (feat. James Murphy) – 3:52

## Formazione
- Luc Lemay – chitarra, voce
- Sylvain Marcoux – chitarra
- Eric Giguere – basso
- Stephane Provencher – batteria